# 卓社大山
卓社大山（布農語：、［干卓萬及卓社群］）位於臺灣南投縣仁愛鄉法治村與信義鄉地利村之間，屬於中央山脈，海拔3,368公尺，在台灣百岳中排名第40，是法治村與地利村的最高峰，東北方連接牧山，北北東方向連接干卓萬山。該山西麓為布農族卓社群居住地，加上山體基盤寬廣，山腰陡峭難行，因而得名。

## 歷史

### 布農神話
布農族流傳南島語族共有的大洪水神話：太古有大蛇作亂，溪水被牠堵塞到處氾濫，整個大地都變成汪洋，只剩下高山（玉山）、（東郡大山）、（卓社大山）還露出水面，成為僅存族人最後避難的地方:183,268。
布農流傳南島語族共有的「太陽征伐」神話：太古天上有兩個太陽，地上生靈塗炭酷熱不堪，卓社群流傳的版本社中決議勇士從卓社大山出發征伐太陽，由於路途遙遠勇士攜帶小孩，經過千辛萬苦接近太陽張弓射箭，其中一個太陽中箭變成月亮，成功回來時原先的勇士已死，小孩也變成白髮老人。:257